# Ставропольський військовий округ
Ставропо́льський військо́вий о́круг (СтВО) — одиниця військово-адміністративного поділу в СРСР, один з військових округів, що існував у період з 1945 по 1946. Управління округу знаходилося в місті Ставрополь.

## Історія
Ставропольський військовий округ був утворений 9 липня 1945 року шляхом виділення з Північно-Кавказького військового округу частини території, що включала території Ставропольського краю, Грозненської області, Кабардинської АРСР і Північно-Осетинської АРСР.
Управління округу сформоване на базі польового управління військ 59-ї армії та 1-ї кінно-механізованої групи.
4 лютого 1946 року перетворений на Ставропольський територіальний військовий округ і підпорядкований Північно-Кавказькому військовому округу.
6 травня 1946 року розформований.

## Командування
- Командувачі:
  - 1945—1946 — генерал-лейтенант І. Т. Коровников
  - 1945 — генерал-лейтенант В. Ф. Яковлєв